# Virgin Trains
Virgin Trains è stata una compagnia di trasporto ferroviario del Regno Unito, che espletava servizi di trasporto passeggeri dalla stazione di Londra Euston verso le Midlands Occidentali, Inghilterra del nord ovest, Galles del nord e Scozia, e dalla stazione di Birmingham verso il nord ovest dell'Inghilterra e della Scozia.
Era parte del Virgin Group, il quale ne deteneva solamente il 51%; il rimanente era in possesso dello Stagecoach Group.
Virgin Trains nacque in seguito alla privatizzazione delle ferrovie britanniche, avvenuta nel 1997. Il suo contratto di franchise ferroviario è scaduto il 7 dicembre 2019 ed è stata sostituita dalla Avanti West Coast.

## Collegamenti
| Codice | Codice | Tratta                                          | Materiale rotabile                   |
| ------ | ------ | ----------------------------------------------- | ------------------------------------ |
| A      |        | Londra a Midlands Occidentali                   | British Rail Class 390 Pendolino     |
| B      |        | Londra a Manchester via Stoke-on-Trent or Crewe | British Rail Class 390 Pendolino     |
| C      |        | Londra a Liverpool                              | British Rail Class 390 Pendolino     |
| D      |        | Londra a Chester and Galles del nord            | British Rail Class 221 Super Voyager |
| E      |        | Londra a Nord Ovest Inghilterra e Scozia        | British Rail Class 390 Pendolino     |
| F      |        | Birmingham a Glasgow e Edimburgo                | British Rail Class 221 Super Voyager |